# Pura Meru

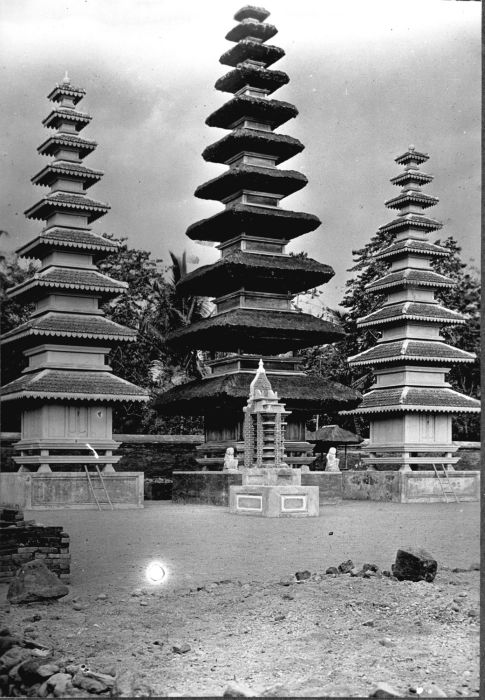
De Poera Meroe te Tjakranegara op het eiland Lombok (ca. 1925).

Pura Meru is een Hindoetempel in het onderdistrict Cakranegara van de stadsgemeente Mataram op het Indonesische eiland Lombok. Het is een van de belangrijkste religieuze gebouwen van het eiland en het is tevens een van de bekendste toeristische attracties van het eiland.
De Pura Meru werd in 1720 gebouwd door de Balinese hindoes, tijdens de heerschappij van koning Anak Agung Made Karang van Karangasem. De tempel is de grootste van Lombok, waarbij de drie grote torens symbool staan voor de drie-eenheid Brahma, Vishnoe en Shiva.
De tempel wordt veel gebruikt bij festivals en speciale ceremonies.